# St. Germanus (Gundamsried)

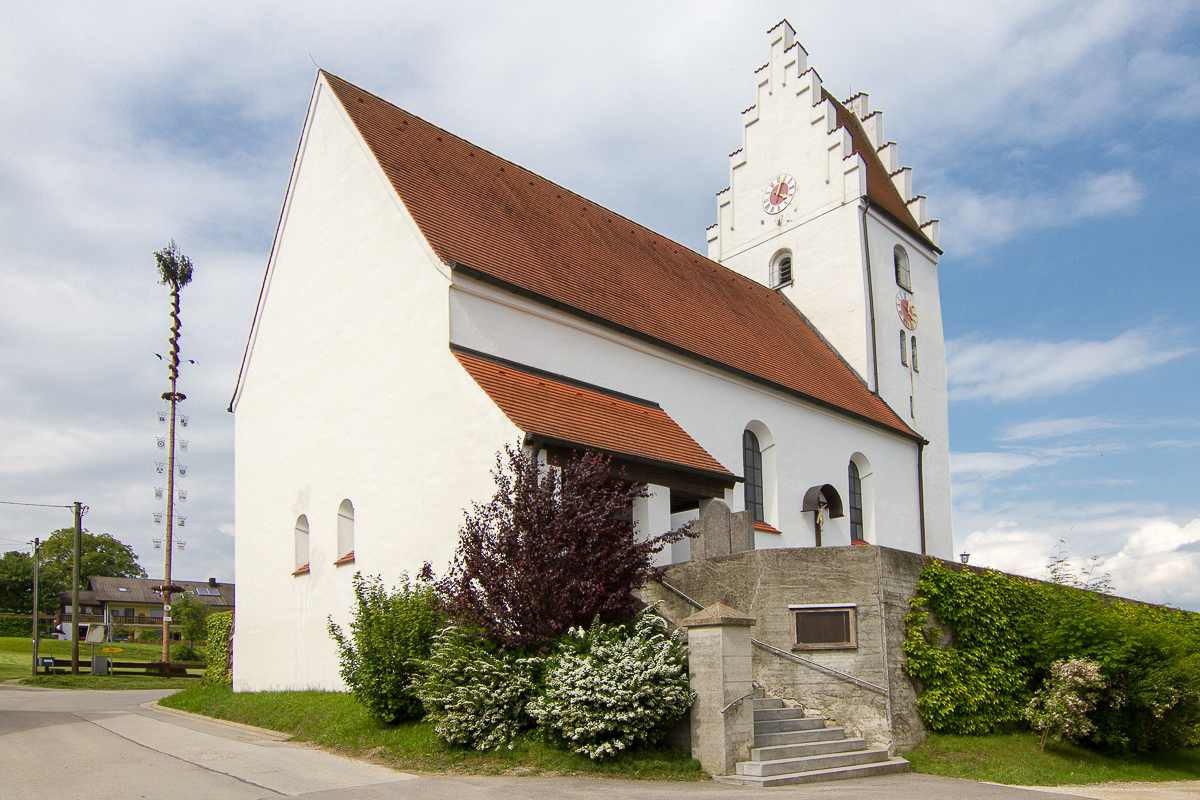
Kirche St. Germanus in Gundamsried

Die katholische Pfarrkirche St. Germanus in Gundamsried, einem Stadtteil von Pfaffenhofen an der Ilm im Landkreis Pfaffenhofen an der Ilm im Regierungsbezirk Oberbayern, steht in der Nähe der Straßhofer Straße. Die dem heiligen Germanus geweihte Kirche ist ein geschütztes Baudenkmal.

## Beschreibung
Der verputzte Steilsatteldachbau mit östlichem Chorturm mit steilem Treppengiebel besitzt ein Langhaus mit Flachdecke über Hohlkehle und einen Chor mit Kreuzrippengewölbe. Das Langhaus entstand um 1200, es wurde 1931 erweitert. Der Chorturm stammt aus dem 15. Jahrhundert.
Die drei Altäre stammen aus dem 19. Jahrhundert (um 1840), das Altarblatt des Hochaltars aus der Zeit um 1800. Die klassizistische Kanzel wurde vermutlich um 1800 geschaffen. An den Langhauswänden stehen spätgotische Schnitzfiguren: Heiliger Achatius (Ende 15. Jahrhundert) und heiliger Germanus (sitzend, Anfang 16. Jahrhundert).